# Boan
Boan (cyr. Боан) – wieś w Czarnogórze, w gminie Šavnik. W 2011 roku liczyła 45 mieszkańców.